# 元素騎士オンライン
『元素騎士オンライン』は、Metapにより開発・運営されるMMORPG。ウインライトのスマートフォン向け『エレメンタルナイツ』のライセンスを活用し制作されたNFTゲームであり、PCとAndroidとiOS 向けに配信されている。2022年11月30日サービス開始。

## 特徴
元素騎士オンラインの特徴として以下の3つが掲げられている。
- 無料で遊べる「Free to Play」
- 遊んで稼げる「Play to Earn」
- コンテンツを販売して稼げる「UGC to Earn」

また、ゲンソキシメタバーストークン(MV)とRONDトークンの2種類の独自トークンを利用する。ゲンソキシメタバーストークンは元素騎士オンラインのガバナンストークンとして利用され、RONDトークンは元素騎士オンライン内で採用されているゲーム内基軸通貨として利用される。

## ゲームシステム
まず、髪型や顔・性別・職業・武器や装備などを選択して、自分好みのキャラクターを作成することができる。初期職業は、敵の攻撃を受け仲間の盾となる「ファイター」、仲間を回復する支援職である「クレリック」、手数の多いアタッカー「シーフ」、魔法攻撃を行う「ウィザード」から選ぶことができる。また，ステータス振りとスキル振りの要素があり、敵を倒すことで経験値，スキル経験値を得て成長していく。バトルは自動攻撃しながら，適宜MPを消費してスキルを繰り出していく方式であり、またスキルとは別に，攻撃を繰り出すことでゲージを溜め，一定まで溜まれば使えるバースト技もある。

## 歴史
2021年12月に開発が開始される事が発表された。2022年1月19日にBybitにてゲンソキシメタバーストークン(MV)が上場した。6月にはクローズドαテスト、7月にはクローズドβテスト、9月にはオープンβテストが行われ11月30日より正式サービスを開始。2023年4月26日にはZaifにてゲンソキシメタバーストークン(MV)とRONDトークンの取り扱いが開始した。